# Observatoire Pic Terskol
L'observatoire international Pic Terskol est un observatoire astronomique, situé sur le pic Terskol au nord du village de Terskol, dans la république de Kabardino-Balkarie (Caucase russe). Fondé en 1980 par l'Académie nationale des sciences d'Ukraine, il est situé à 3 km du sommet du mont Elbrouz, à une altitude de 3 127 mètres. Depuis le 1er janvier 2005, l'observatoire est exploité conjointement par l'Académie nationale des sciences d'Ukraine, Terskolskim une partie de l'Observatoire astronomique d'Odessa et le Centre international de la recherche astronomique et médicale et environnementale. 
Il est situé à proximité de l'Observatoire de neutrinos de Baksan (ru).